# Grigoris Georgatos
Grigoris Georgatos (en griego: Γρηγόρης Γεωργάτος) (31 de octubre de 1972) es un exfutbolista griego, se desempeñaba como lateral izquierdo y ocacionalmente de volante y su último club fue el Olympiacos FC. 

## Trayectoria

### Inicios
Comenzó su carrera en 1991 en el Panachaiki, donde sus habilidades se hicieron notar por primera vez en el Alpha Ethniki. Después de cuatro temporadas y media, en diciembre de 1995, fue transferido al Olympiacos. Llegó al club jugando como centrocampista ofensivo. Tuvo que pelear lugar en la misma alineación que Predrag Đorđević, por lo que el entrenador Dušan Bajević lo hizo regresar al lateral izquierdo. Poco a poco impresionó con sus actuaciones levantando tres campeonatos consecutivos con ellos entre 1996 y 1997, cuando terminó como el máximo goleador del equipo a pesar de su papel defensivo.

### Inter de Milán
En la temporada 1998-1999, mientras jugaba en un partido de la UEFA Champions League contra la Juventus, Georgatos llamó la atención del Inter de Milán, fichándolo en la temporada 1999-2000 por 7 millones de euros.  Se adaptó bien a la Serie A, jugando 28 partidos y anotando 2 goles para el Inter. A pesar de eso, la temporada siguiente regresó al Olympiacos para un préstamo de una temporada, ya que extrañaba a su familia, su casa y la ciudad de Atenas. Después de que terminára su préstamo, y Georgatos decidió volver al Inter después de perder su lugar en el primer equipo en el club de El Pireo. Aunque regresó al Inter, no pudo volver al primer equipo debido a una lesión que lo mantuvo fuera por un tiempo, jugando solo 10 partidos y anotando 1 gol esa temporada. Con su segunda etapa en Italia sin éxito, Georgatos regresó rápidamente a Grecia.

### Regreso a Grecia
Georgatos pidió volver al Olympiacos, pero el equipo se negó ya que acababan de comprar a Stylianos Venetidis, que también jugaba en la misma posición. Makis Psomiadis, aprovechó la oportunidad y lo trajo al AEK de Atenas por 3 millones de euros. Debido a la presencia de Michalis Kasapis en el club, Georgatos jugó en el AEK en la posición de volante por la izquierda.  En la temporada 2002-03 jugó 23 partidos cuando el AEK terminó tercero y también participó en cuatro de los seis partidos de la UEFA Champions League que disputaba el club. Sus grandes actuaciones se ganaron el favor de los fanáticos, que olvidaron su pasado en el Olympiakos. La temporada siguiente, marcó seis goles en seis partidos, pero no se acomodó en el AEK y en la ventana de transferencia de enero comenzó su tercera etapa en el Olympiacos, lo que ayudó a terminar segundo. En 2006, Georgatos expresó su intención de terminar su carrera en el Olympiacos cuando firmó un contrato de un año hasta julio de 2007, retirándose al final de la temporada.

### Selección nacional
Su debut con la selección griega fue en el año 1996 contra San Marino en septiembre de 1995. Se retiró del fútbol internacional en 2001, tras una supuesta disputa con el técnico Otto Rehhagel. Jugó 35 veces y metio 3 goles para Grecia.

## Clubes
| Club              | País   | Año         |
| ----------------- | ------ | ----------- |
| Panachaiki FC     | Grecia | 1991 - 1995 |
| Olympiacos FC     | Grecia | 1996 - 1999 |
| FC Internazionale | Italia | 1999 - 2000 |
| Olympiacos FC     | Grecia | 2000 - 2001 |
| FC Internazionale | Italia | 2001 - 2002 |
| AEK Atenas        | Grecia | 2002 - 2003 |
| Olympiacos FC     | Grecia | 2004 - 2007 |

## Palmarés
Olympiacos FC
- Superliga de Grecia: 1996-97, 1997-98, 1998-99, 2000-01, 2004-05, 2005-06
- Copa de Grecia: 1999, 2005, 2006